# Districte de Prizren
El districte de Prizren (en albanès: Rajoni i Prizrenit, en serbi: Призренски округ, romanitzat: Prizrenski okrug) és un dels set districtes de Kosovo. La seva capital és a la ciutat de Prizren. Segons el cens de 2011, té una població de 331.670 habitants i una superfície de 2.024 km² (al voltant del 20% de l'àrea total de Kosovo). Els albanesos formen la majoria del districte (85%). No obstant això, al districte de Prizren hi viu la població bosnia i turca més gran de Kosovo, que constitueix al voltant del 10% de la població total del districte.

## Municipis
El districte de Prizren té 5 municipis amb 195 nuclis de població.
| Municipi             | Població (2011) | Superfície (km²) | Densitat (km²) | Nuclis |
| -------------------- | --------------- | ---------------- | -------------- | ------ |
| Prizren              | 177.781         | 284              | 626,0          | 74     |
| Suva Reka            | 59.722          | 306              | 178,5          | 42     |
| Malisheva            | 54.613          | 361              | 165,4          | 43     |
| Dragash              | 33.997          | 435              | 78,2           | 35     |
| Mamusha              | 5.507           | 11               | 500,6          | –      |
| Districte de Prizren | 331.670         | 1,397            | 237,4          | 195    |